# Geikia
Geikia è un genere estinto di terapsidi, appartenente ai dicinodonti. Visse nel Permiano superiore (circa 255 milioni di anni fa) e i suoi resti fossili sono stati ritrovati in Europa e in Africa.

## Descrizione
Questo animale aveva un aspetto decisamente insolito, anche in relazione ai suoi più stretti parenti (i dicinodonti). Il cranio era lungo circa 11 centimetri, molto profondo ed estremamente corto. Le orbite erano molto grandi, mentre la regione interorbitale era ampia ed erano presenti protuberanze preorbitali molto pronunciate, che si estendevano immediatamente di fronte alle orbite. L'estremo gradi di sviluppo di queste protuberanze è maggiore di quello riscontrato in ogni altro dicinodonte noto, ed è una delle caratteristiche più insolite del cranio. Il muso terminava improvvisamente verso il basso, cosicché le orbite venivano a trovarsi molto vicine al margine anteriore del cranio. 

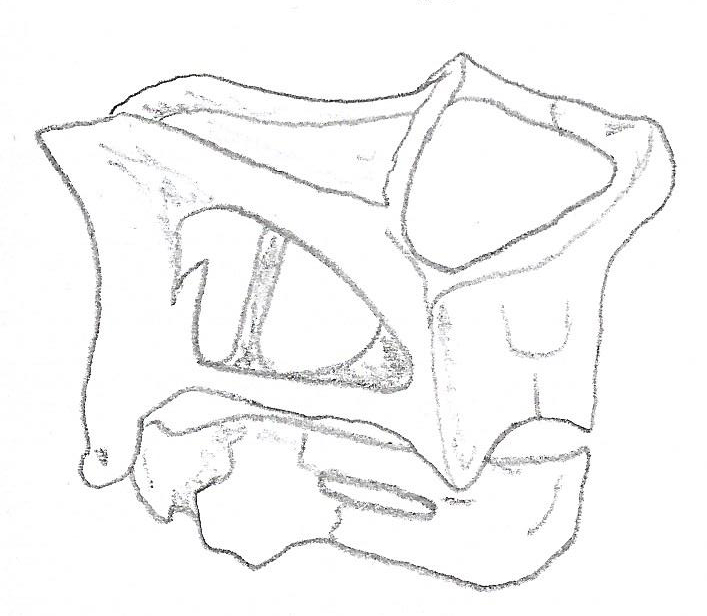
Ricostruzione del cranio di Geikia elginensis

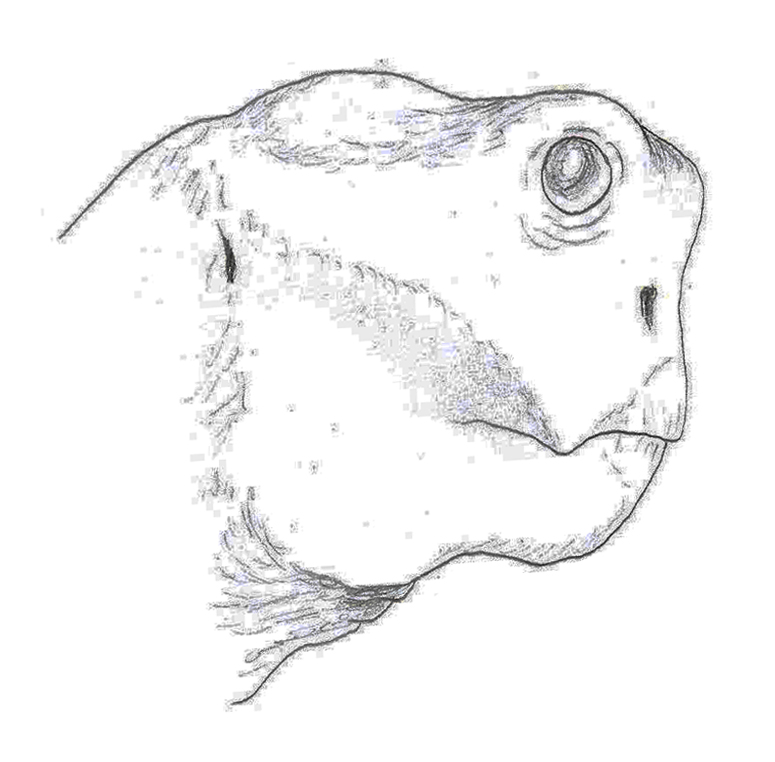
Ricostruzione della testa di Geikia elginensis

Il becco era quadrato, leggero e con processi mascellari caniniformi taglienti, che si trovavano quasi al di sotto delle orbite. L'aspetto generale della testa di Geikia era quella di un cranio a forma di scatola, con una grande e profonda regione temporale, orbite enormi, un muso piatto e verticale e un becco piuttosto piccolo. Il corpo di Geikia, benché imperfettamente conosciuto, doveva assomigliare a quello di altri dicinodonti del Permiano: probabilmente era relativamente allungato, a forma di botte e sorretto da quattro brevi arti.

## Classificazione
I fossili di Geikia vennero scoperti in Scozia, nella zona di Elgin. I resti consistevano in impronte di ossa sull'arenaria, e comprendevano un cranio, una mandibola, un omero e una falange isolata. I fossili vennero descritti nel 1893 da E. T. Newton, che li attribuì a un nuovo genere e a una nuova specie di dicinodonti, Geikia elginensis. Nello stesso studio venivano descritti anche un altro dicinodonte (Gordonia traquairi) e un rettile anapside (Elginia).
Nel 1942, il paleontologo tedesco Friedrich von Huene descrisse due fossili di dicinodonti provenienti dalla formazione Kawinga del bacino di Ruhuhu in Tanzania: l'esemplare di dimensioni minori lo assegnò a una nuova specie di Dicynodon (D. locusticeps), mentre quello di dimensioni maggiori lo assegnò a una nuova specie di Pelanomodon (P. tuberosus). Nel 1980, uno studio di Rowe identificò nel cranio di D. locusticeps le caratteristiche insolite presenti nello scozzese Geikia, e quindi riattribuì la specie a quest'ultimo genere (Geikia locusticeps). Un nuovo studio (Maisch e Gebauer, 2005) ha poi confermato che anche Pelanomodon tuberosus sarebbe da attribuire a questa specie: questo esemplare sarebbe infatti un esemplare adulto, mentre l'esemplare tipo descritto da Huene come D. locusticeps era un giovane.

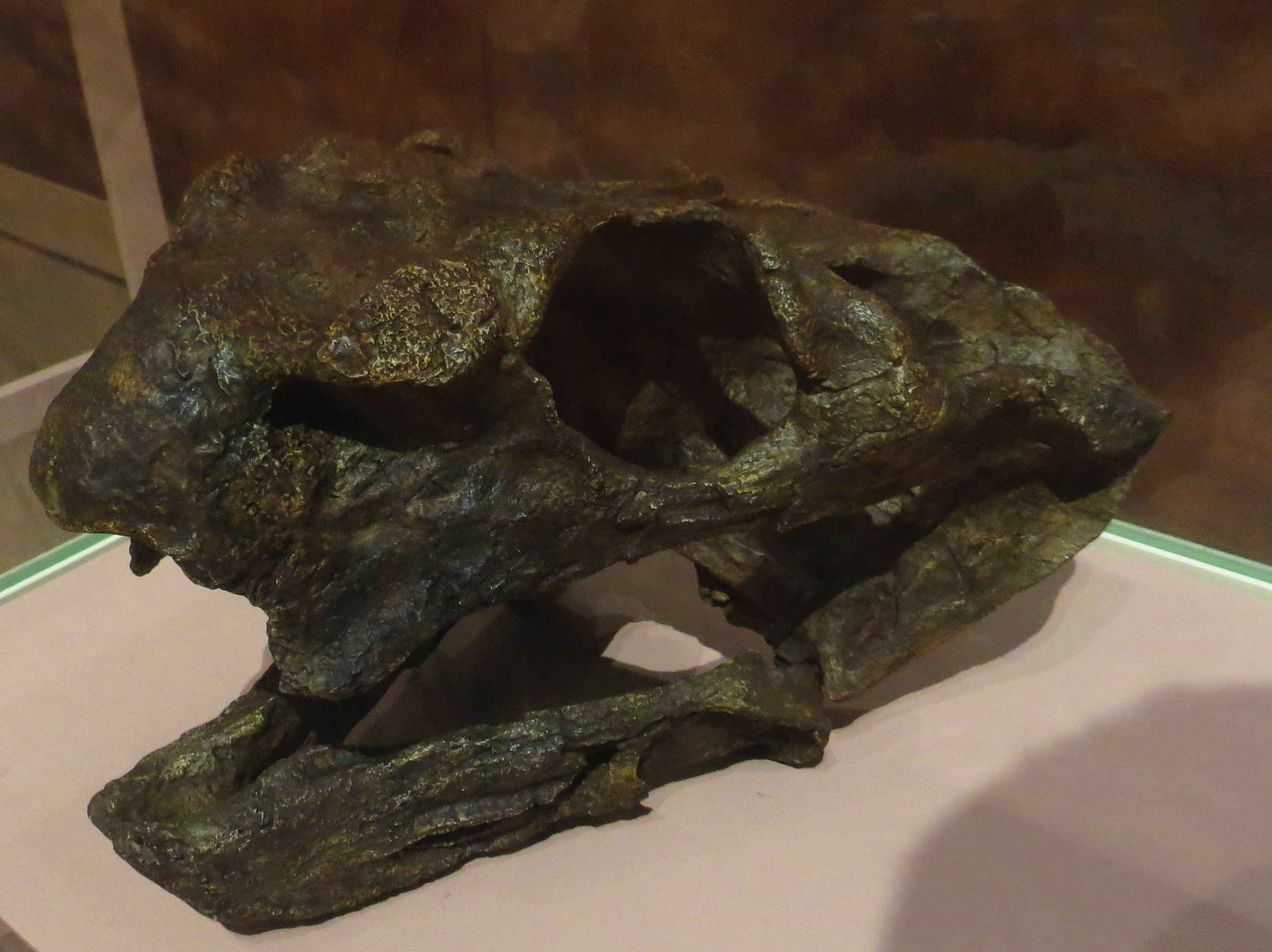
Cranio di Geikia locusticeps

Nonostante le caratteristiche insolite, Geikia era uno stretto parente di alcuni dicinodonti dall'aspetto più "classico", come Aulacephalodon. Insieme a questi, Geikia fa parte della famiglia dei geikiidi (Geikiidae), che include dicinodonti sprovvisti dell'osso preparietale.